# Lionello Massobrio
Lionello Massobrio († 2019) war ein italienischer Filmeditor, Filmregisseur und Autor.

## Leben
Massobrio war bereits ab 1949 als Editor und Regieassistent tätig; bis 1964 arbeitete er mit Léonide Moguy, Raffaelle Matarazzo, Marco Ferreri und anderen zusammen. Nach einer Produktion für die Brüder Paolo und Vittorio Taviani und der Inszenierung zweier Kurzfilme debütierte er 1968 als Regisseur, Produzent, Autor und Editor des Kinofilms Il rapporto. Nach politischem Engagement und einem Aufenthalt in Angola folgte erst 1990 für das Fernsehen L'abbandono, und fünf Jahre später der eigenwillige Beba.
Massobrio arbeitete auch als Buchautor und drehte etliche Dokumentationen, so z. B. über das Gefängnis „Don Bosco“ in Pisa, wo er auch als Freiwilliger arbeitete.

## Filmografie (Auswahl)
- 1952: Il bandolero stanco
- 1956: Ein Mädchen aus Rom (Città di notte)
- 1962: Gebrandmarkt (Un uomo da bruciare)
- 1963: Die Bienenkönigin (Una storia moderna – l’ape regina) (Schnitt)
- 1968: Il rapporto
- 1995: Beba

## Bücher
- Intercettazioni amientali
- Tower
- 2002: Dimenticati
- 2005: Solo nella mente